# Schizocosa darlingi
Schizocosa darlingi là một loài nhện trong họ Lycosidae.
Loài này thuộc chi Schizocosa. Schizocosa darlingi được Mary Agard Pocock miêu tả năm 1898.